# Бонамасса, Джо
Джозеф Леонард Бонамасса (англ. Joseph Leonard Bonamassa; 8 мая 1977 года, Нью-Хартфорд, штат Нью-Йорк) — американский блюз-рок гитарист.

## Биография
Джо Бонамасса родился в Нью-Хартфорде, штат Нью-Йорк, 8 мая 1977 года. Его отец торговал гитарами, поэтому уже в четыре года Джо практиковался на детских моделях «Chiquita». По достижении семи лет он перешёл на взрослый инструмент и играл блюз. Когда Бонамассе исполнилось десять, он начал выступать на публике, а в двенадцать его пригласил открыть свой концерт Би Би Кинг. Блюзмену понравилась игра Бонамассы, а после его игру оценили такие музыканты, как Бадди Гай, Дэнни Гэттон, Роберт Крэй и Стивен Стиллс. Будучи ещё подростком, Джо познакомился с сыном басиста «Allman Brothers Band» Берри Оукли и организовал с ним проект «Bloodline».
Группа заключила контракт с «EMI Records» и выпустила альбом, замешанный на тяжёлом блюзе, буги, фанке и южном роке. Две песни, «Stone Cold Hearted» и «Dixie Peach», попали в чарты, но несмотря на успех команда была распущена. Бонамасса решил, что он способен на большее, чем просто играть на гитаре, и начал тренировать вокальные данные. В 2000 году Джо записал свой первый сольный альбом – «A New Day Yesterday». К тому времени талант молодого блюз-рокера являлся общепризнанным, поэтому неудивительно, что в записи пластинки почли за честь поучаствовать такие личности, как Грегг Оллмэн, Рик Дерринджер и Лесли Уэст. Продюсированием же занимался Том Дауд, ранее работавший с Аретой Франклин, Рэем Чарльзом, Эриком Клэптоном, Родом Стюартом и другими известными музыкантами. «A New Day Yesterday» был сделан в духе таких команд как «Cream», «Lynyrd Skynyrd», «Jeff Beck Group», «Allman Brothers Band», а заглавный трек являлся кавером на одноимённую композицию 1969 года группы «Jethro Tull». 2001 год Бонамасса посвятил гастролям, а в 2002-м вернулся в студию в компании Клифа Магнесса (Avril Lavigne).
В результате их совместной работы на свет появился несколько более мейнстримовый альбом «So, It’s Like That», занявший в «Billboard Blues Chart» высшую позицию. Однако на последовавших гастролях поклонники Бонамассы все чаще требовали от своего кумира исполнения традиционного блюза, и Джо в конце концов пошёл им навстречу.
В 2003 году музыкант отобрал девять номеров из классики жанра, добавил к ним три собственных композиции и записал диск «Blues Deluxe». Над этим альбомом, также возглавившим блюз-чарт «Биллборда», музыканту помогали работать продюсер Боб Хелд и звукоинженер Гэри Тоул (David Bowie, Jimmie Vaughan, «Bon Jovi»). В том же году Бонамасса был вовлечён в программу «Blues in the Schools», в рамках которой читал лекции об истории блюза, сопровождавшиеся его концертами. В 2004-м вышел третий студийник Джо, который продолжал линию своего предшественника. На «Had To Cry Today» были отражены влияния таких исполнителей как Би Би Кинг, Мадди Уотерс, Бадди Гай, «Yardbirds» и «Cream».
В 2005 году Бонамасса удостоился чести открыть юбилейный тур блюзового маэстро Би Би Кинга, а спустя несколько месяцев стал самым молодым членом «The Blues Foundation». В июне 2006-го музыкант выпустил новый альбом – «You & Me». Работа была спродюсирована Кевином Ширли («Led Zeppelin», «The Black Crowes», «Aerosmith», Joe Satriani) и продолжала традиции таких мастеров, как Питер Грин, Джефф Бек, Эрик Клэптон и Джон Ли Хукер. В 2009 году британский журнал Classic Rock включил Бонамассу в список величайших гитаристов всех времён.
В 2010 году Бонамасса вошёл в состав супергруппы Black Country Communion, в которой кроме него играют Гленн Хьюз, Джейсон Бонэм и Дерек Шеринян. В этом же году вышел дебютный альбом группы.

## Вехи биографии

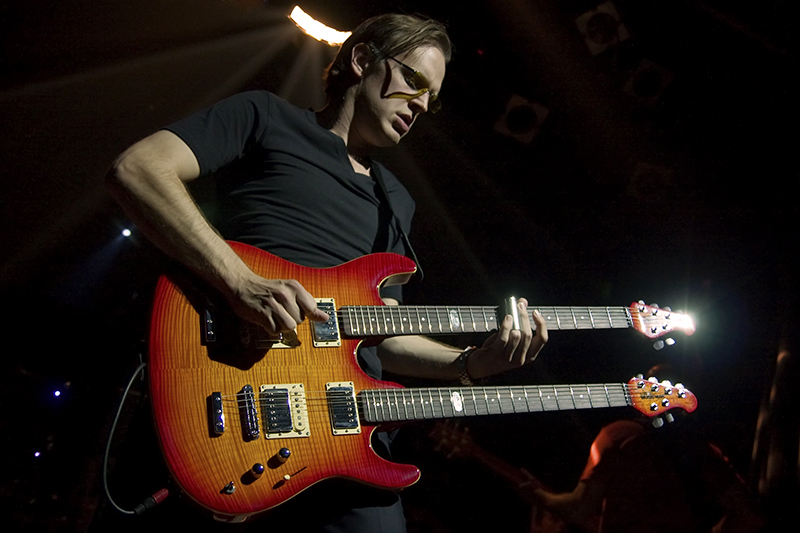

- 1991 — компания «Fender» пригласила Джо в Калифорнию для участия в концертах и записях в честь основателя Лео Фендера.
- 1994 — Джо вместе с басистом Berry Oakley, Jr. (сыном басиста группы The Allman Brothers Band Berry Oakley), гитаристом Waylon Krieger (сыном гитариста группы The Doors Робби Кригера), и барабанщиком Erin Davis (сыном великого трубача Miles Davis) создал группу Bloodline[англ.], с которой записал и выпустил единственный одноимённый альбом.
- 2000 — вышел дебютный диск, который произвёл хорошее впечатление на музыкальное сообщество. Название ему дала песня 1969 года группы Jethro Tull «A New Day Yesterday».
- 2004 — Джо выпустил диск «Had To Cry Today» в формате «пауэр трио», музыкально явившуюся продолжением предыдущего диска.

## Дискография

### С группойBloodline[англ.]
1. 1994 — Bloodline

### Сольные альбомы
1. 2000 — A New Day Yesterday
2. 2002 — So, It’s Like That
3. 2002 — A New Day Yesterday, Live
4. 2003 — Blues Deluxe
5. 2004 — Had to Cry Today
6. 2006 — You & Me
7. 2007 — Sloe Gin
8. 2009 — The Ballad of John Henry
9. 2010 — Black Rock
10. 2011 — Dust Bowl
11. 2012 — Greatest Hits (двойной)
12. 2012 — Driving Towards the Daylight
13. 2014 — Different Shades of Blue
14. 2016 — Blues of Desperation
15. 2016 — Rockin' Christmas Blues
16. 2018 — Redemption
17. 2019 — Christmas Comes but Once a Year
18. 2020 — Royal Tea
19. 2021 — Time Clocks
20. 2023 — Blues Deluxe Vol. 2
21. 2025 — Breakthrough

### C группойBlack Country Communion
1. 2010 — Black Country
2. 2011 — 2
3. 2011 — Live Over Europe
4. 2012 — Afterglow
5. 2017 — BCCIV

### СБет Харт
1. 2011 — Don’t Explain
2. 2013 — Seesaw
3. 2018 — Black Coffee

С Rock Candy Funk Party
1. 2013 — We Want Groove
2. 2015 — Groove is King

### Видео
- 2004 — New Day Yesterday Live
- 2006 — Live at Rockpalast — Iron DVD 06-DD12[2]
- 2009 — Live From The Royal Albert Hall* Dark City [3]
- 2011 — Live over Europe (с группой Black Country Communion)
- 2012 — Beacon Theatre: Live from New York
- 2013 — An Acoustic Evening at The Vienna Opera House[4]
- 2013 — Tour de Force (сборник из 4 концертных записей)
- 2014 — Live in Amsterdam (с Бет Харт)
- 2014 — Takes New York Live at The Iridium (Rock Candy Funk Party)
- 2015 — Muddy Wolf at Red Rocks
- 2015 — Live at Radio City Music Hall
- 2016 — Live at The Greek Theatre
- 2017 — Live at Carnegie Hall
- 2018 — British Blues Explosion Live